# Старець
Старець — в православній традиції це досвідчений, старолітній монах, священик чи мирянин, великий молитвенник, зразок покори, перший та правдивий послушник, часто бувши і єдиним, людина Божа, яка помагає людям триматись віри в Бога, усвідомлювати, каятись і виправляти власні помилки.
Старець — це учитель і наставник від Бога, прозорливець, якому відкриті помисли людей, що приходять до нього, та гріхи їхнього життя. Це той, до кого йдуть «виложити душу», виплакати своє горе, той, від кого чекають зцілення в хворобі й поради у важкій чи безвихідній ситуації. Вважається, що людина, яка чинить за словом старця, завжди буває винагороджена: її життя покращується, безвихідна ситуація вирішується, хвороба відступає. Іншими словами, старець — це живий святий, зазвичай, ясновидець, до якого приходять по пораду, настанову чи зцілення.
В Україні «старцями» або «дідами» також називали сліпих мандрівних співців, відомих в літературі як кобзарів і лірників, псальмоспівців, людей убогих, людей Божих. Старці використовували народні музичні інструменти — кобзу, бандуру, ліру, — а також могли співати без акомпанементу (т. зв. стихівничі), об'єднувала їх сліпота, псевдоцехова організація, спільний — переважно релігійний — репертуар пісень. Не зважаючи на часті переслідування з боку офіційної церкви, старці користувалися повагою простого народу — іноді їх навіть запрошували для відправлення релігійних обрядів замість священиків.
Мандрівні святі старці згадуються вже в староруських билинах, в яких оповідається про епоху 10-13 ст., зокрема в билинах про першого святоруського козака і отамана Іллю Муромця, одного з сойму святих, просіявших на святих горах Київських, святого Києво-Печерської Лаври.

## Православні старці
Найвідоміші православні старці 19—20 століття:
| - Кирил (Павлов) (нар. 1920, Росія) - Іоанн Крестьянкін (1910-2006, Росія) - Амфілохій Почаївський (1897-1971, Україна) - Святий Кукша Одеський (1895-1964, Україна) - Іван Кронштадський (1829-1908, Росія) - Лаврентій Чернігівський (1868-1950, Україна) - Амвросій Оптинський - Серафим Соловецький (1878-1971, Росія) - Іосиф Оптинський (1837-1911) - Варсонофій Оптинський (1845-1913) - Преподобний Анатолій (молодший; 1855-1922) - Нектарій Оптинський (1853-1928) - Никон Оптинський (1888-1931) - Ісаакій Оптинський (1865-1938) - Тадей Штрабуловіч (1914 – 2003, Сербія) - Павло Груздєв (1910-1996, Росія) | - Старець Захарія (1850-1936) - Силуан Афонський (1866-1938) - Аристоклій Афонський (1838-1918) - Преподобний Гавриїл (1844-1915) - Серафим Вирицький (1865-1949, Росія) - Сампсон Сіверс (1898-1979, Росія) - Серафим Тяпочкін 1894-1982) - Феодор Ожиганов (1917-1995, Росія) - Миколай Гур'янов 1909-2002, Росія) - Феодосій Кавказький (1841-1948) - Симеон Желнін (1869-1960) - Афіноген Агапов 1881-1979) - Старець Сава (1898-1980) - Арсеній Стрельцов (1894-1975) - Георгій Карслідіс (1901-1959, Греція) - Єфрем Катунакський (Катунакіот, 1912-1998, Греція) | - Нектарій Егінський (1846-1920, Греція) - Олексій Мєчєв (1859-1923) - Матрона Анемнясевська (1864-1936) - Блаженна Матрона (1881-1952) - Лука Войно-Ясенецький (1877-1961, Україна) - Аліпія Авдєєва 1910-1988) - Макарія Артем'єва 1926-1993) - Любов Лазарєва 1912-1997) - Схімонахиня Антонія (1904-1998) - Схімонахиня Ніла (1902-1999) - Паїсій Святогорець (1924-1994, Греція) - Іоаникій Морой (1859-1944, Румунія) - Іоанн Румунський (1913, Румунія - 1960, Палестина) - Клеопа Іліє (1912-1998, Румунія) |